# Вогняний смерч

Схема вогняного смерчу: вогонь (1), висхідні потоки повітря (2), сильний поривчастий вітер (3)

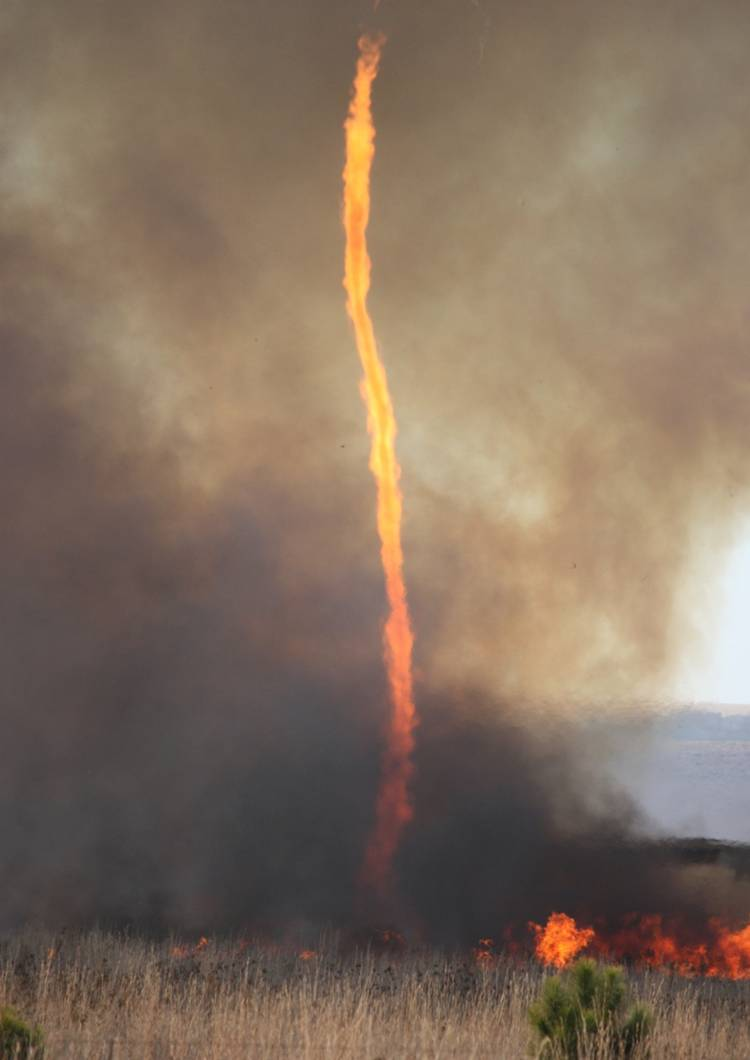
Вогняний смерч від спалювання сухої трави

 Вогняний смерч — атмосферне явище, яке утворюється, коли розрізнені осередки пожеж об'єднуються в одне величезне багаття. Повітря над ним нагрівається, його щільність зменшується і багаття підіймається вгору. Знизу на його місце надходять холодні маси повітря з периферії, яке також нагрівається. Виникає ефект димової труби. Напір гарячого повітря досягає ураганних швидкостей, а температура підіймається до 1000˚С. Все горить або плавиться, при чому все, що знаходиться поруч, «всмоктується» вітром у полум'я, допоки не згорить все, що може горіти.

## Приклади
Прикладом вогняних смерчів є катастрофічні лісові пожежі в Єллоустонському національному парку (США), які відбувались у 1988 році. Це був найсухіший рік за весь час спостережень і літо в тому році також було неймовірно сухим. У день найбільшого поширення пожеж, 20 серпня, згоріло 610 км² лісу. За весь час пожежі торкнулися 3213 км² лісу, що становить приблизно 36 % площі парку. Пожежі припинилися восени, коли пішли дощі. Їх сліди по сьогодні добре помітні в парку.
В якості інших катастроф, під час яких спостерігалися вогняні смерчі, можна назвати велику лондонську пожежу 1666 року, бомбардування Дрездена та Хіросіми або лісові пожежі в Австралії (2009).